# Theaterkahn Dresden

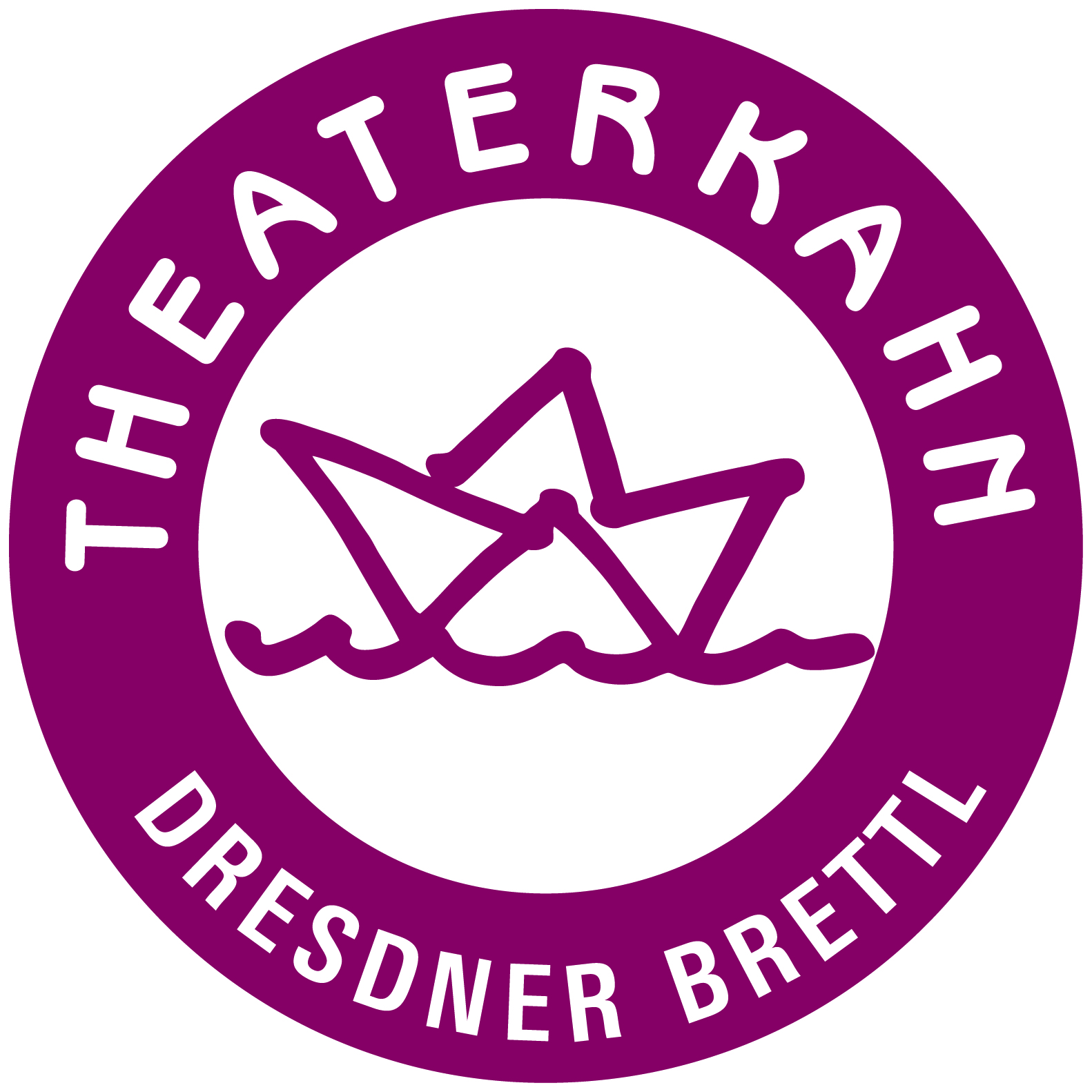
Logo

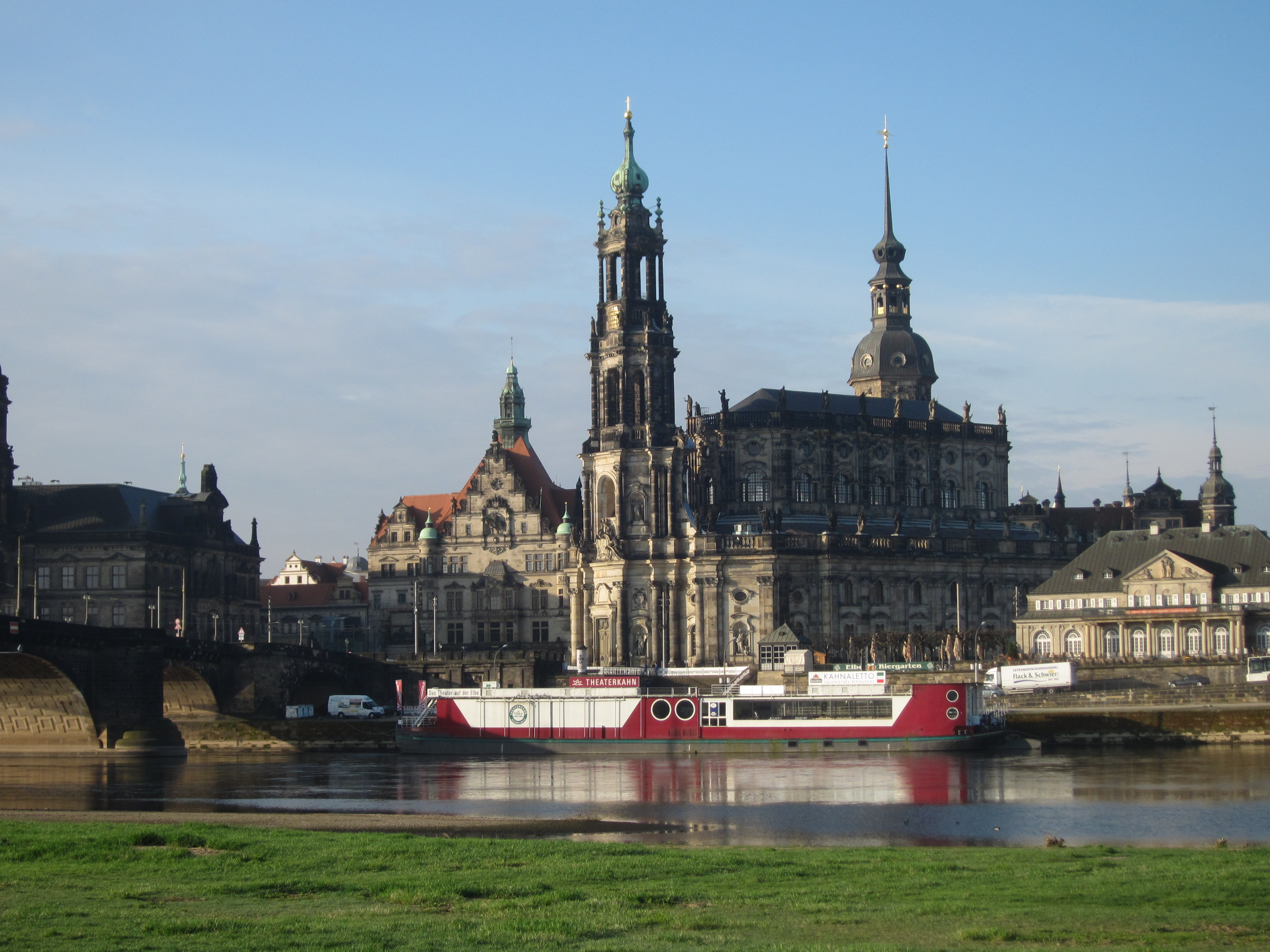
Theaterkahn am Terrassenufer

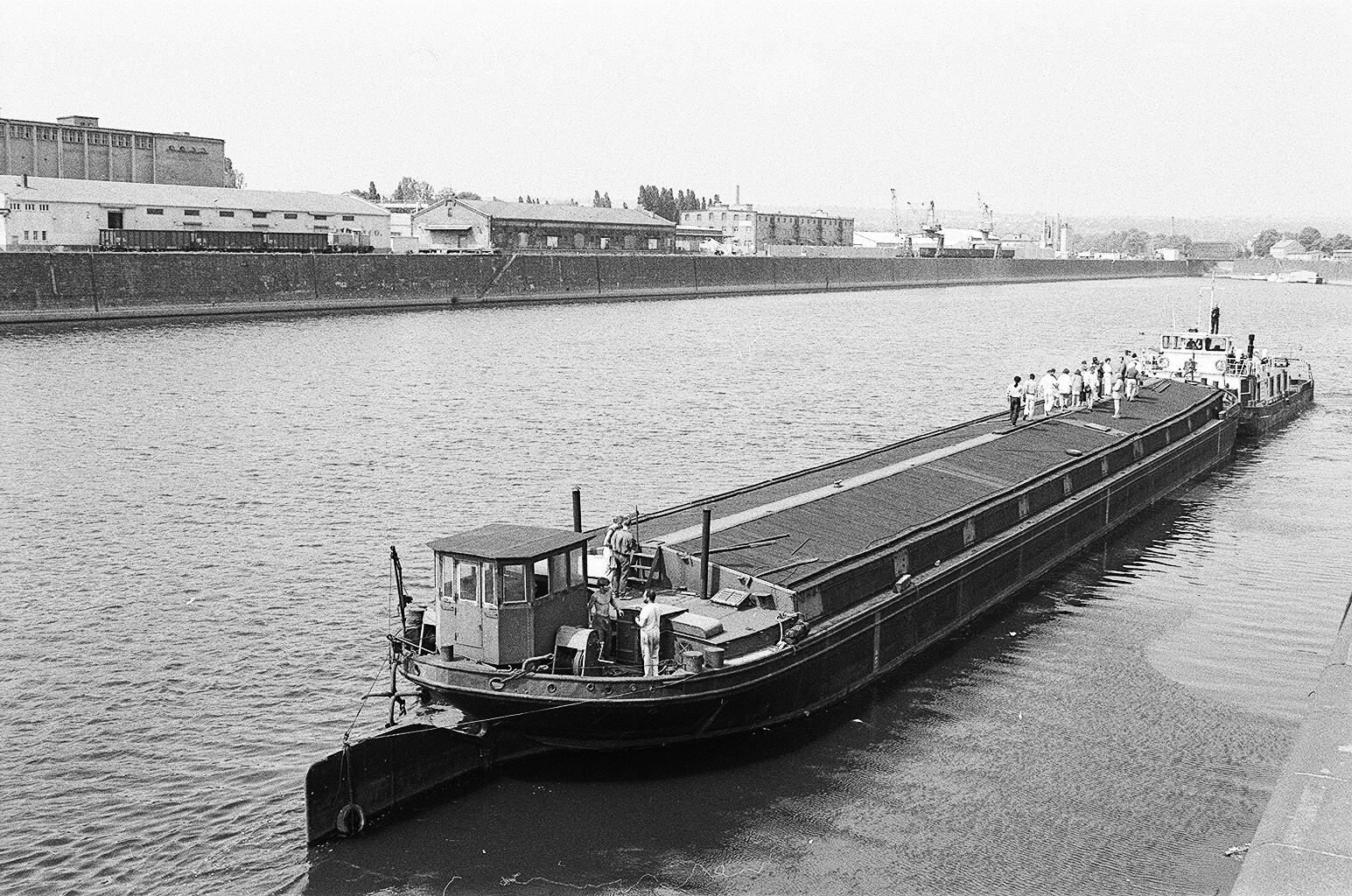
Lastkahn Ida im Alberthafen Dresden, kurz vor dem Umbau zum Theaterkahn

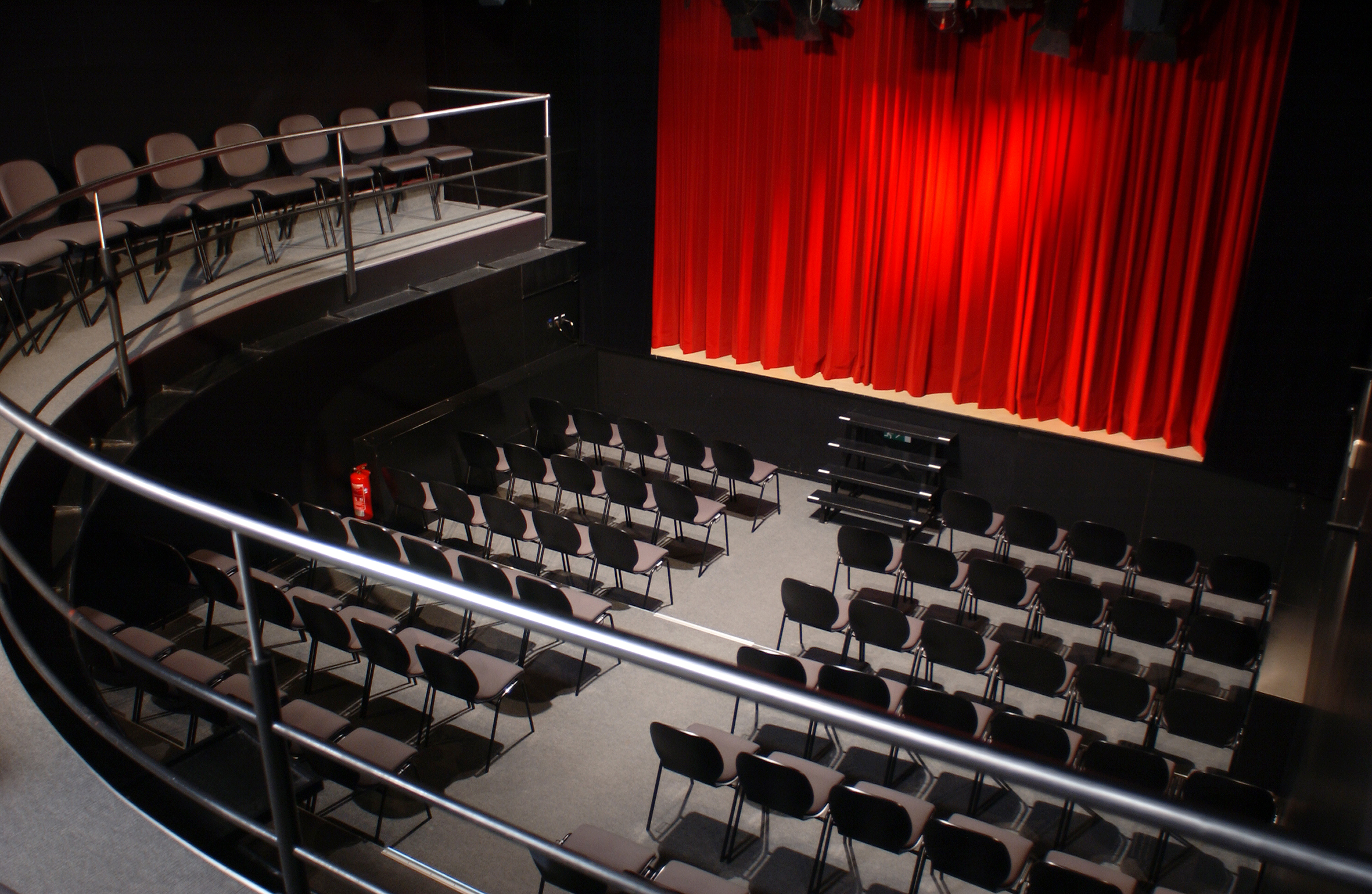
Zuschauerraum und Bühne

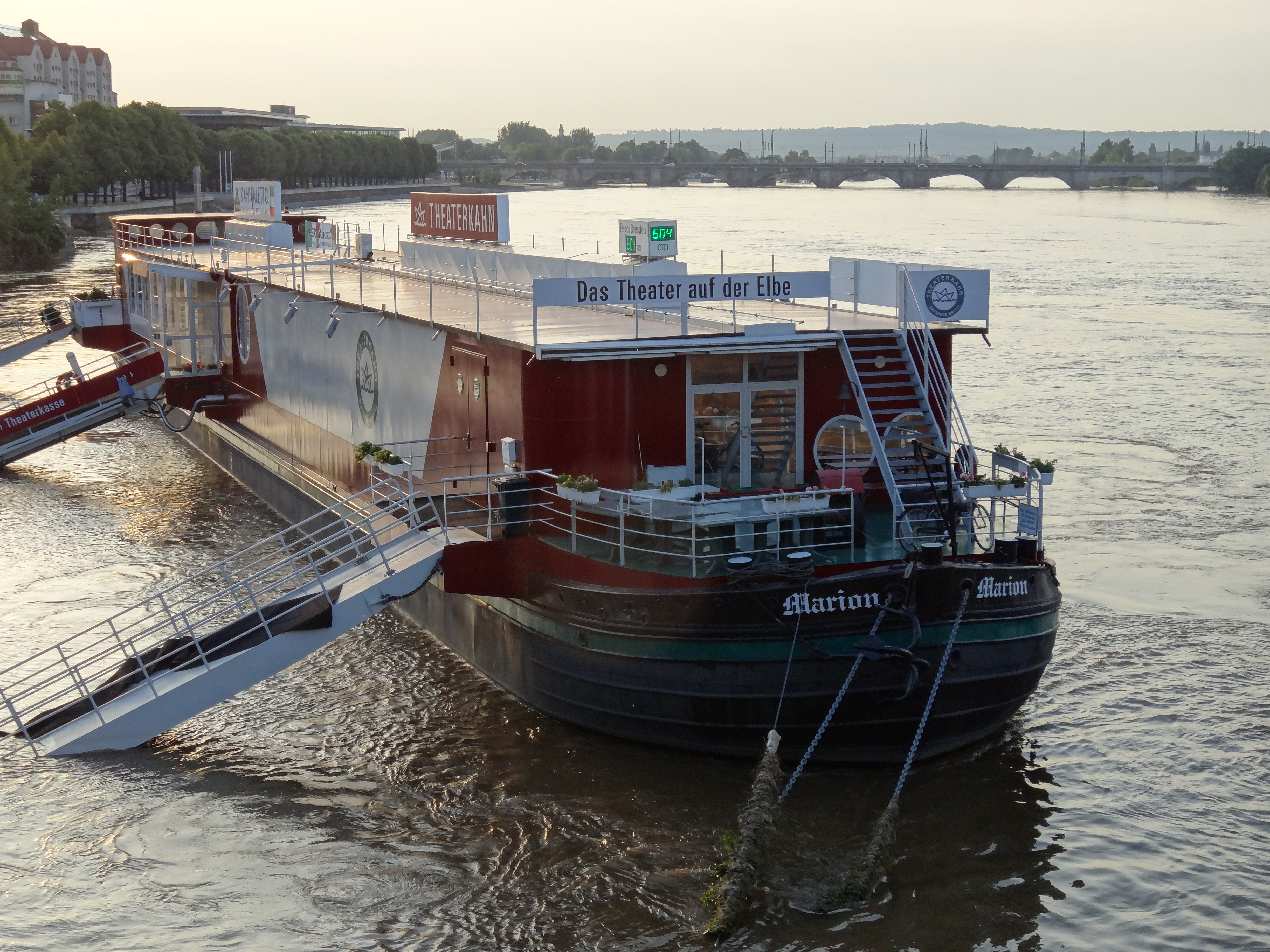
Theaterkahn während der Flut 2013

Der Theaterkahn ist ein ehemaliger Schleppkahn und seit 1994 die Spielstätte des Theaters Dresdner Brettl. Er liegt unterhalb der Augustusbrücke am Dresdner Terrassenufer, im Zentrum von Dresden. Das Theater hat Platz für 170 Zuschauer und spielt als professionelles Repertoiretheater jährlich circa 300 Vorstellungen.

## Lastkahn Ida
Die Ida wurde 1918 von der Schiffswerft Krischwitz (heute ein Ortsteil von Děčín) als Plauer Maßkahn gebaut. Das Schiff hat eine Länge von 64,96 Metern, eine Breite von 7,88 Metern und einen Tiefgang von 1,86 Metern. Seit 1986 lag der Schleppkahn als Lagerschiff im Alberthafen Dresden-Friedrichstadt und sollte abgewrackt werden.

## Theaterkahn
Mit der Wende zog das 1988 gegründete Theater Dresdner Brettl in das Haus Maternistraße 17. Dort hatte das damals noch städtische Unternehmen Platz für einen Flügel, einhundert Zuschauer und eine Bar. Auf der Suche nach einer eigenen Spielstätte wurde Theatergründer und Intendant Friedrich-Wilhelm Junge auf den Schleppkahn aufmerksam. Nach dem Erwerb des Kahns für eine Deutsche Mark erfolgte für vier Millionen Deutsche Mark ein Umbau zum Theaterschiff in Tangermünde. Die Marion Ermer Stiftung übernahm die Bürgschaft für den Kredit. Der Kahn wurde der Stifterin zu Ehren in Marion umbenannt. Mindestens vier Ämter (Wasser- und Schifffahrtsverwaltung des Bundes, sächsisches Liegenschaftsamt, Dresdner Ordnungsamt und das Amt für Denkmalschutz) erteilten die Freigabe für den Liegeplatz im denkmalgeschützten Zentrum Dresdens. Der Freistaat Sachsen als Grundstückseigentümer stellte ihn zur Verfügung. Am 3. Oktober 1994 konnte die Eröffnung des Theaterkahns gefeiert werden. Zum 1. Februar 2005 wurde der Diplom-Mathematiker, ehemaliger musikalischer Leiter des Kabaretts Die Herkuleskeule und Kabarettist Detlef Rothe vom Kuratorium der Theaterkahn-Stiftung zum Nachfolger Junges als Intendant und Geschäftsführer berufen. Im August 2017 beendete dieser seine Tätigkeit. Neuer Intendant und Geschäftsführer ist seitdem der Autor und Regisseur Holger Böhme.
Nach Entwürfen von Theresa Haufe und Nadja Epperlein vom Grafikbüro die superpixel bekam der Theaterkahn während seiner Wartung 2012 in der Schiffswerft Laubegast einen rot-weißen Anstrich. Alle fünf Jahre muss das Schiff zur Durchsicht auf die Werft. Dorthin muss es geschleppt werden, weil es aus eigener Kraft nicht fahrbereit ist. Alle Medien wie Wasser, Strom, Internet und Telefon werden von Land aus zugeführt. Das Abwasser wird direkt in die städtische Kanalisation eingeleitet.
Im Parkett und dem Rang bietet das Theater 170 Zuschauern Platz. In der Spielzeit 2014/2015 besuchten 45.122 Besucher die Veranstaltungen auf dem Theaterkahn. Dies bedeutete eine Auslastung von 74 Prozent. Der Spielplan umfasst etwa 25 Inszenierungen, jährlich gibt es drei bis vier Premieren. Täglich außer Montag wird gespielt. Viele Produktionen sind Uraufführungen, die speziell für den Theaterkahn geschrieben oder an ihm erarbeitet worden sind.
Zwischen 2020 und Mai 2022 fand ein Umbau des Theaterkahns statt. Unter anderem wurde eine Photovoltaik-Anlage installiert, das Foyer umgestaltet und neue Technik eingebaut. Die Zahl der Zuschauerplätze sank im Zuge des Umbaus von 216 auf 170.

## Restaurant
An Bord befinden sich neben dem Theatersaal ein Restaurant mit 98 Plätzen und eine Bar mit 50 Plätzen. Das Restaurant trug bis 2024 in Anlehnung an den Rokokomaler Canaletto den Namen Kahnaletto. Die Betreiber der Gastronomie sind, wie das Theater, Mieter der Theaterkahn-Stiftung. Beide arbeiten als eigenständige GmbHs unabhängig voneinander. Der Gastronom Clemens Lutz hat die Betreibergesellschaft gekauft und plant nach einer Sanierung für den 4. April eine Neueröffnung des Restaurants unter dem Namen Brasserie Bateau.

## Rechtsform
Der Kauf des Schiffes wurde durch die Theaterkahn GmbH durchgeführt, diese vermietet den Kahn an das Theater und das Restaurant, um die Tilgung und die Zinsen zu bestreiten. Um Differenzen im Vereinsvorstand zu vermeiden, wurde diese GmbH in eine Stiftung umgewandelt mit dem Schiff als Stiftungsvermögen. Auch das Theater Dresdner Brettl hat sich vom Verein in eine gemeinnützige GmbH umgegründet. Diese gGmbH ist eine hundertprozentige Tochter der Theaterkahn-Stiftung.
Ende 2006 hatte die Stiftung, auch dank einer Erbschaft, den Kredit zum Umbau getilgt. Die Einnahmen der Stiftung dienen heute zur Deckung der Kosten für die Wartung und Reparaturen am Schiff. Die städtischen Zuschüsse zum Theaterbetrieb als institutionelle Förderung der Landeshauptstadt Dresden gingen von über fünfzig auf unter zehn Prozent der Kosten für den Spielbetrieb zurück und betrugen 100.000 Euro im Jahr 2016.

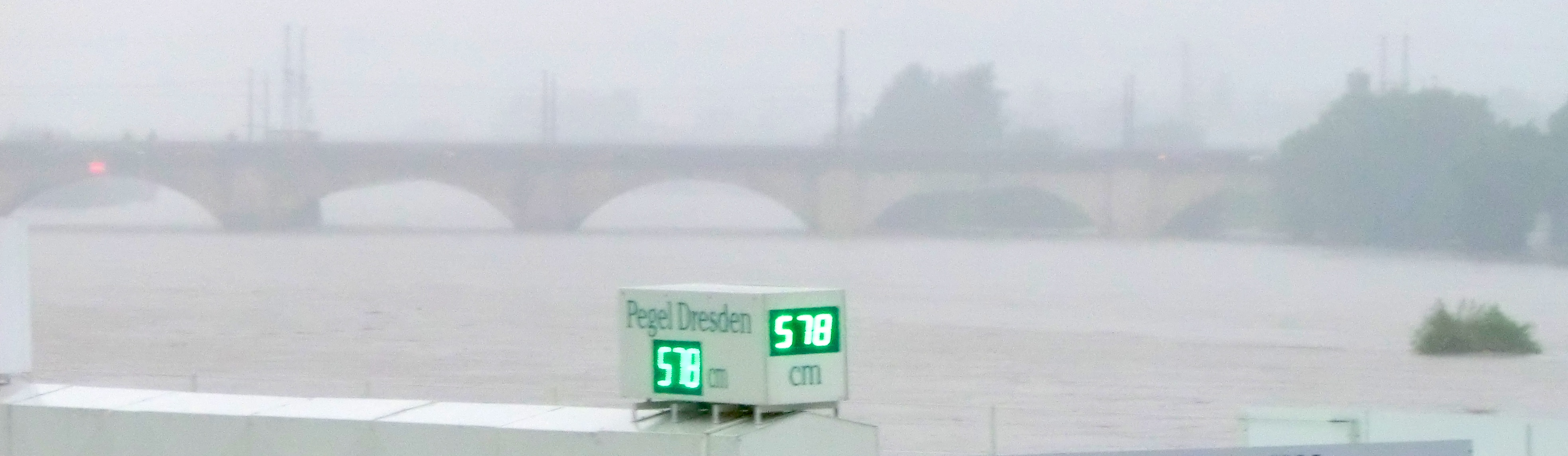
Pegel bei 5,78 Metern am 2. Juni 2013

## Pegel Dresden
Seit 1776 wird an der Augustusbrücke der Elbpegel gemessen, seit 1945 an der heutigen Stelle, dem zweiten Brückenpfeiler auf der Altstädter Seite. Der Pegel wird seit 2006 auf einer Digitalanzeige auf dem Theaterkahn angezeigt. Die Anzeige wird durch das Wasserstraßen- und Schifffahrtsamt Dresden betrieben.

## Galerie

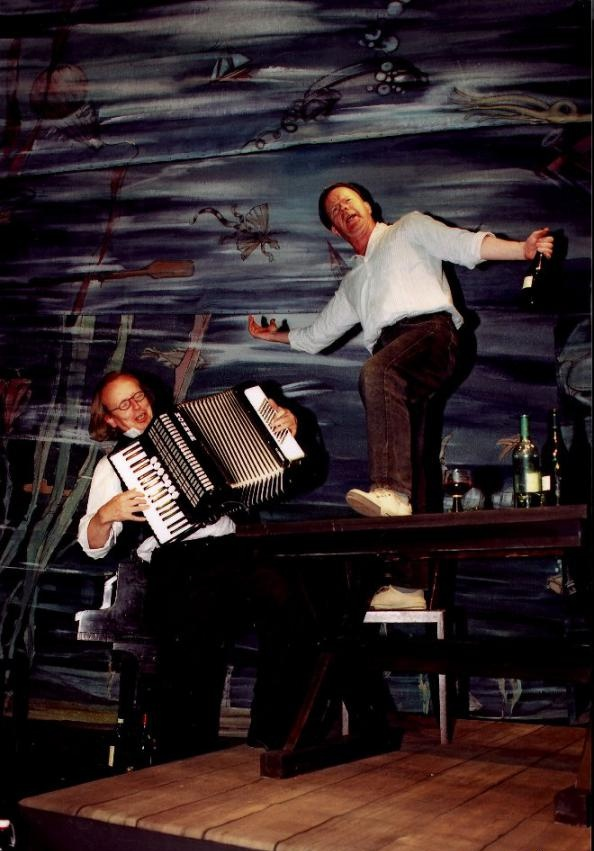
Detlef Rothe und Friedrich-Wilhelm Junge in „Überall ist Wunderland“, einem Ringelnatz-Programm
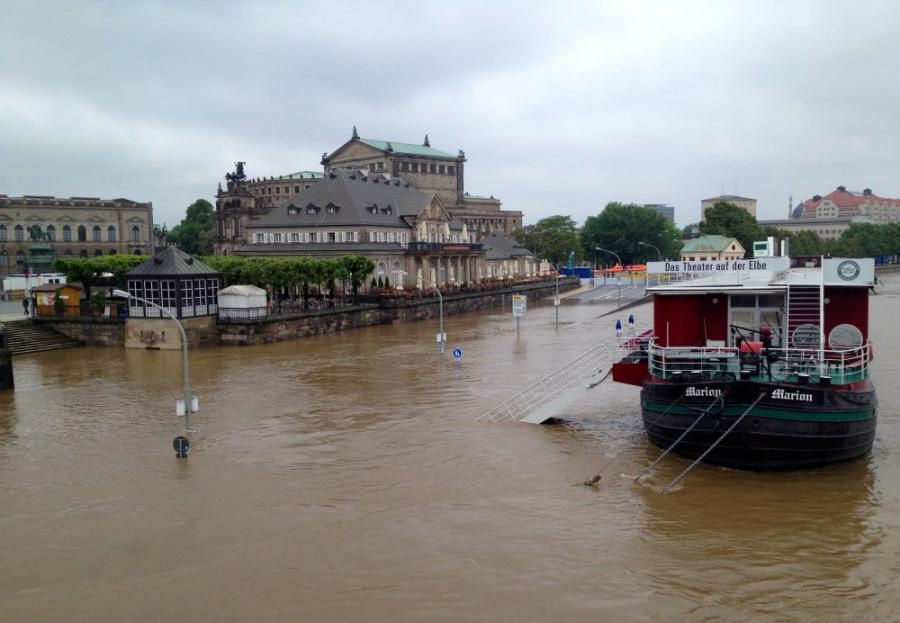
Theaterkahn zum Hochwasser im Juni 2013 (Pegel 7,46 Meter)
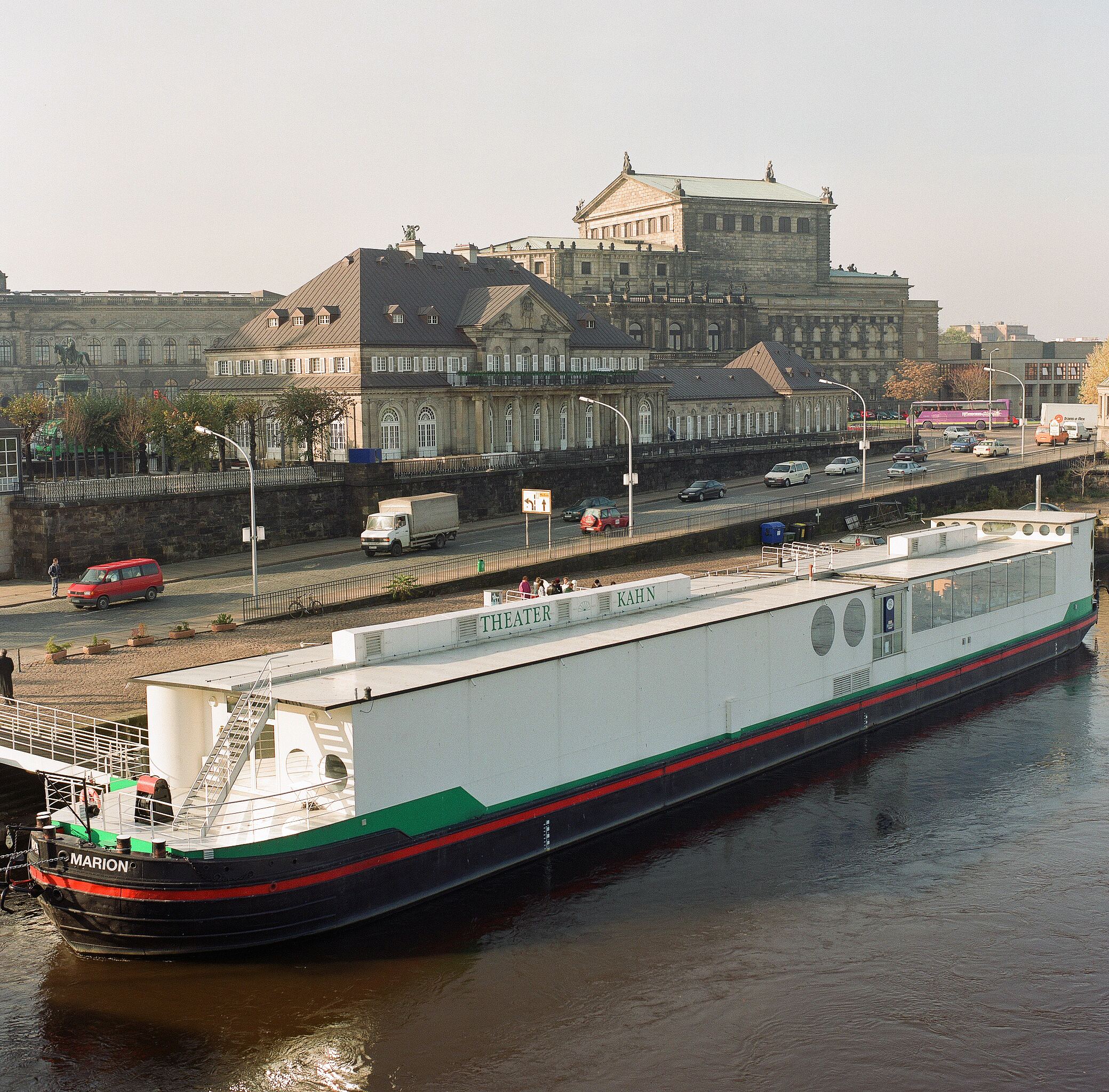
Theaterkahn 1993 mit altem Anstrich
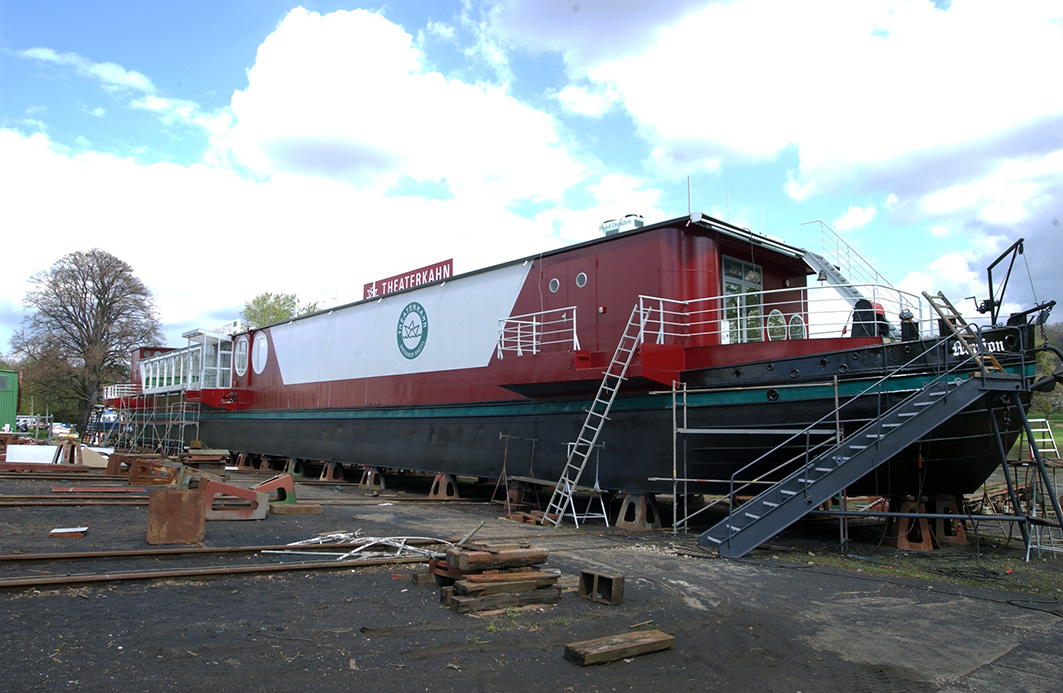
Theaterkahn in der Schiffswerft Laubegast 2012 nach neuem Anstrich
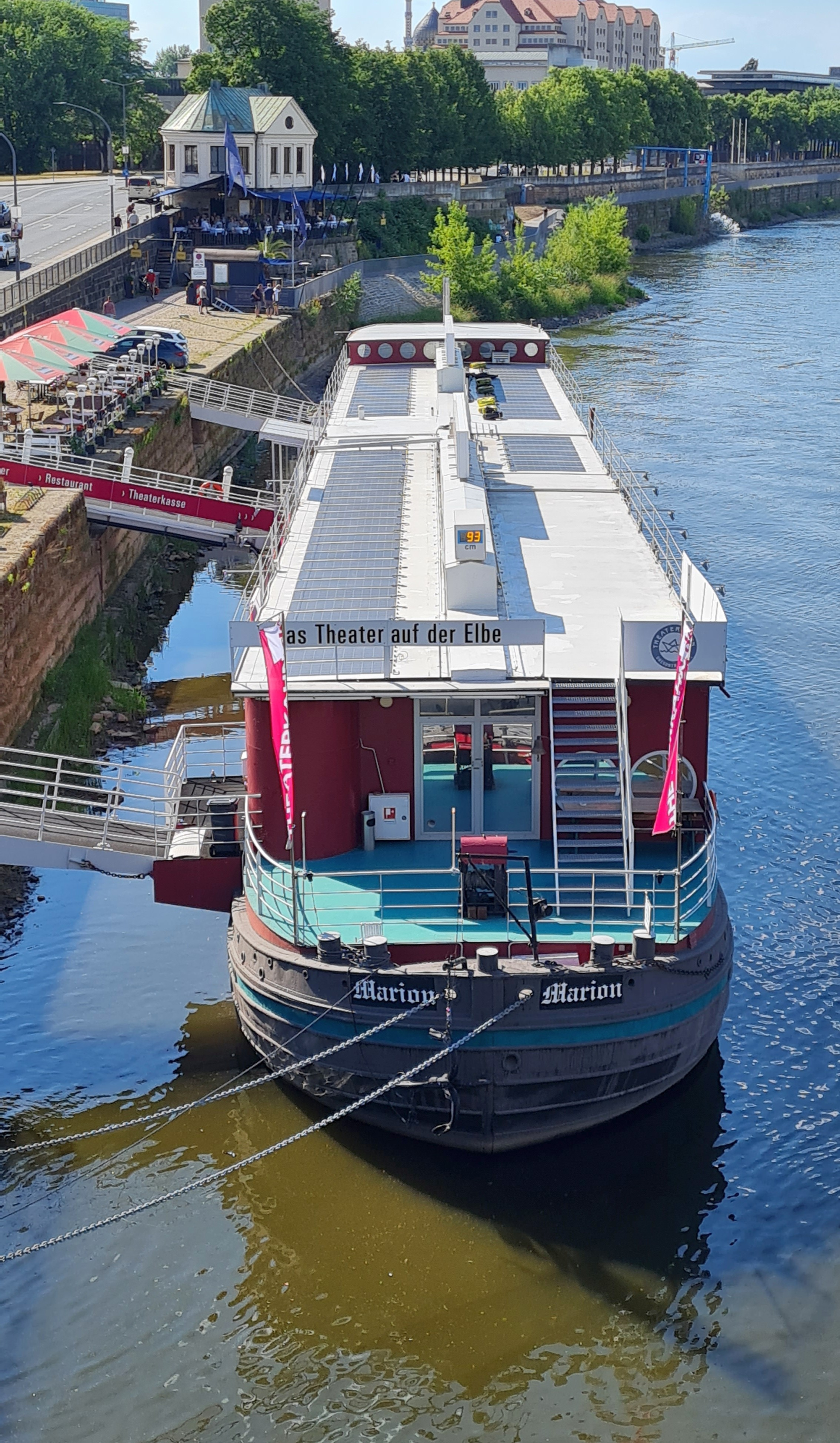
Theaterkahn 2022 nach dem Umbau mit Solarzellen